# La divina
La divina è un film del 1958 diretto da John Cromwell.

## Trama
Emily Ann Faulkner ha un'infanzia difficile, per sfuggire alla situazione sposa un soldato dedito all'alcool, John Tower che la illude su progetti futuri che la farebbero diventare attrice di Hollywood. Dopo il matrimonio fallito, lascia la bambina alla madre e continua ad inseguire il suo sogno fra alcool e droghe, intanto la madre muore. Emily tenterà alla fine il suicidio ma verrà salvata.

## Distribuzione

### Data di uscita
Il film venne distribuito in varie nazioni, fra cui:
- Stati Uniti d'America, The Goddess 24 giugno 1958
- Finlandia, Jumalatar 28 novembre 1958
- Svezia, Gudinnan 6 febbraio 1959
- Danimarca, Gudinden 14 marzo 1960

## Riconoscimenti
- National Board Review Top Ten Films, 1958
- Nomination al Oscar alla migliore sceneggiatura originale, 1959